# ベルリン芸術祭
ベルリン芸術祭 (べるりんげいじゅつさい、独: Berliner Festspiele) は、ドイツの首都ベルリンで開催されている芸術祭。

## 概要
音楽、演劇、パフォーマンス、舞踊、文学、造形芸術の分野で、一年を通じて独立した多くの展覧会と興行が企画され実行されている。催しの多くはベルリン芸術祭ハウスで行われるが、市内の他の会場も使われている。2001年からはマルティン・グロピウス・バウの建物もベルリン芸術祭の会場になっている。展覧会場は考古学や芸術史の展示だけでなく、現代美術や写真の展覧会でも知られるようになった。
ベルリン芸術祭は、国際的、メディア横断的、学際的、そして異文化間で機能する芸術を展示している。その形式は、同時代の芸術、技術革新、そして異質な作品や論争や経験の間の新しいつながりを生み出すような、概要と方向性を示している。年間スケジュールには、12-15の展覧会、4つの芸術祭、そして11歳から21歳までの若者を対象にした4つの全国コンテストがある。それに加えジャンルを横断したプログラムシリーズや、教育プログラム、海外公演、特別公演、レンタル、会議がある。
マルティン・グロピウス・バウと連携したベルリン芸術祭は、連邦政府の文化イベントの一部であり、文化メディア連邦政府委員会から資金提供を受けている。その他の業務には、世界文化の家とベルリン国際映画祭がある。
2012年1月からトーマス・オーバーエンダーがベルリン芸術祭の芸術監督である。

## 芸術祭と一連のイベント
- メルツムジーク (MaerzMusik（ドイツ語版）) - 現代音楽のフェスティバル (毎年3月)  
 メルツムジーク – 現代音楽のフェスティバルは、音楽関連の芸術形式のための国際フェスティバルである。メルツムジークはベルリン・ムジーク・ビエンナーレを引き継いでいる。1967年に東ベルリンで創設された国際現代音楽祭は、1991年から2001年までベルリン・ムジーク・ビエンナーレとしてベルリン芸術祭に継承されていた。

- ベルリン演劇祭 (Theatertreffen Berlin（ドイツ語版）) (毎年5月)

- ベルリン音楽祭 (Musikfest Berlin) (毎年9月初旬) 　
 ベルリン音楽祭はベルリン芸術祭における国際的なオーケストラ・フェスティバルであり、ベルリン・フィルハーモニー管弦楽団との共催で行われている。それはベルリンの演奏会シーズンの序幕として、夏の終わりに開催されている[4][5]。海外のオーケストラと、器楽および声楽アンサンブルが、ベルリンの主要オーケストラと共に様々なテーマで演奏する。
 ベルリン音楽祭は、1951年に創設された伝統ある「ベルリン芸術週間 (Berliner Festwochen)」を引き継いだものである[6]。

- ベルリン・ジャズ・フェスティバル (Jazzfest Berlin（ドイツ語版）) (毎年11月初旬)

- イマージョン (Immersion) (一年中)
 2016年に創設されたイマージョンのプログラムシリーズは、展覧会とパフォーマンスの間に複数年に渡るイベントコンセプトを展開し、ベルリン芸術祭ハウスとマルティン・グロピウス・バウの両方で開催されている。

- 連邦コンテスト (Bundeswettbewerbe)
 ベルリン芸術祭の連邦コンテストは、1980年から演劇、文学、音楽の分野で若い才能を奨励するもので、2014年からはダンスが加わった。これは若い参加者を対象に連邦教育研究省が助成している。
  - 青年演劇祭 (5月末～6月初)
  - 青年舞踊祭 (9月末)
  - 青年音楽祭 (11月中旬)
  - 青年文芸祭 (11月末)

毎年の芸術祭では作家、音楽家、演劇人、ジャーナリストそして出版人によるワークショップ、会議、講演が行われている。

## 歴史
1951年に西ベルリンで、最初の「ベルリン芸術週間」と「国際映画祭」が開催された。冷戦真っただ中に始められた二つのフェスティバルは、文化政策の観点から「西側のショーウィンドウ」と考えられており、最初から東側と西側を芸術で結ぶ架け橋となった。
翌年には、独立した団体が年間を通じて活動する複合体を組織し、1967年にはこの目的を実現するためにベルリン芸術週間公社が設立された。第二次大戦後の最初の10年間で、ベルリン芸術週間の聴衆は音楽と演劇における国際的な発展を享受することができ、それは1933年から1945年までのナチス・ドイツの時代には隔絶されていたものだった。1951年にマルセル・マルソーが初めてベルリンに登場し、1952年にはジョージ・バランシンと共にニューヨーク・シティ・バレエ団、ジャン・ヴィラール率いるフランス国立民衆劇場がジェラール・フィリップおよび  当時はまだ無名だったジャンヌ・モローと共に、1953年にはジョルジョ・ストレーレルがピッコロ・テアトロ・ディ・ミラノと共にやってきた。1955年の芸術週間ではミラノ・スカラ座がヘルベルト・フォン・カラヤン指揮、マリア・カラス主役でオペラ『ランメルモールのルチア』を上演し、センセーションを巻き起こした。
ベルリン芸術週間は常にクラシック音楽を中心に据えていた。ベルリン放送局の協力のもと、ベルリン・ドイツ・オペラ、西ベルリン劇場、そしてベルリン・フィルと共同で数多くの国際的演奏会を開催してきた。音楽祭には内外の一流のオーケストラ、ソリスト、指揮者たち (ヴィルヘルム・フルトヴェングラー、レナード・バーンスタイン、カール・ベーム、ヘルベルト・フォン・カラヤン、クラウディオ・アバド、ダニエル・バレンボイム、そしてサイモン・ラトルなど) が登場して聴衆を楽しませた。ベルリン芸術週間はまた、音楽的再会の場でもあり、例えばイゴール・ストラヴィンスキーは1961年に登場して「ペルセフォーヌ」と「エディプス王」を指揮し、ウラディミール・ホロヴィッツは1986年に、50年以上の時を経て再びドイツで演奏をした。
1964年にベルリン演劇祭が創設され、当初はベルリン芸術週間の枠組みの中で、後にはそこから独立して開催されるようになった。同年にはベルリン・ジャズ・フェスティバルが始まったが、それもまた1965年には芸術週間から独立して運営されるようになった。
ベルリン芸術週間はベルリンの聴衆に、ウジェーヌ・イヨネスコ、サミュエル・ベケット、そしてエドワード・オールビーの戯曲、ジャン＝ルイ・バロー、イングマール・ベルイマン、ピーター・ブルック、パトリス・シェロー、Tadeusz Kantor、アリアーヌ・ムヌーシュキン、Luca Ronconi、Robert Wilsonの舞台演出作品、さらにはマーサ・グレアム、ピナ・バウシュ、マース・カニンガム、ウィリアム・フォーサイスの舞踊作品に接する機会を提供してきた。プログラムは常に時代精神を反映し、黎明と終焉を象徴したものであり、革命的なLiving Theatre の客演 (1966年)、ハンス・ヴェルナー・ヘンツェの「Cimarron」の初演 (1970年)、ジョージ・タボリのベトナムを題材にした「ピンクヴィル」(1971年) などが上演された。
1970年代には緊張緩和政策の進行により東西の対立は薄まり、一方で南北大陸間の溝が明確化してきたが、「第三世界」と呼ばれる地域の文化的豊かさに触れる機運が広がってきた。1979年にベルリン芸術週間はJochen R. KlickerとGereon Sievernichの監督のもとで、初めてアフリカからの芸術家を迎えた芸術祭を開催した。Sievernichはさらに、1982年にはラテンアメリカ、1985年には東アジアと東南アジア、1989年にはオリエントに焦点をあてた芸術祭を行った。これらのイベントの成功は、1989年にベルリン芸術祭のコンセプトに基づき、ヨーロッパ以外の地域との相互交流の場として、ティーアガルテン地区にあった会議場を「世界文化の家」とするきっかけになった。
1981年にマルティン・グロピウス・バウは、ベルリン芸術祭のコンセプトによる「プロイセン展」で再オープンした。これを皮切りに、文化・芸術史の展示が次々行われた。それは例えば、「北京紫禁城の故宮博物館の至宝」 (1985年)、「ヨーロッパと中国の皇帝たち」 (1985年)、「ヨーロッパとオリエント」 (1989年)、「日本とヨーロッパ 」(1993年)、「ユダヤ人の生活」 (1992年)、「モスクワ-ベルリン、ベルリン-モスクワ」 (1995/96年)、「ドイツのイメージ―分断国家の芸術」 (1997/98年) である。2000年には、現在の「世界劇場」 (Theatrum mundi) と未来ー21世紀のイメージとシンボルの7つの丘―が開催された。2006年には「エジプトの沈める財宝」の壮大な展覧会が開かれ、ビジュアルアーティストのレベッカ・ホーンの回顧展が行われた。
芸術祭の歴史の中でのハイライトは、1987年のベルリン市政750周年祭で、ベルリンの文化団体による展覧会、演奏会、演劇、映画、野外イベントが、ベルリン芸術祭公社の後援により開催された。
芸術監督のUlrich EckhardtとプログラムディレクターのTorsten Massのもとで、ベルリン芸術祭は伝統の保護と共に、現代音楽を振興してきた。1000以上の委嘱作品が初演され、包括的な作品概要が年報に記載されている。それには作曲家のピエール・ブーレーズ、ジョン・ケージ、ハンス・ヴェルナー・ヘンツェ、オリビエ・メシアン、マウリツィオ・カーゲル、クルターグ・ジェルジュ、ルイジ・ノーノ、ヴォルフガング・リーム、カイヤ・サーリアホ、カールハインツ・シュトックハウゼン、尹伊桑の名前があげられる。
2001年に芸術監督に就いたJoachim Sartoriusは、伝統を打ち破り、最新の音楽と演劇の動向を取り入れるようになった。新しい様式は若い聴衆に向けたものだった。2004年にベルリン芸術週間は終了し、その重心は別の祭典に拡大して継承された。音楽プログロムは2005年からベルリン音楽祭として、演劇プログラムはヨーロッパ演劇祭、ムジーク・ビエンナーレはメルツムジークー現代音楽祭となった。